# Eto ne lyubov...
Eto ne lyubov... (en ruso: Это не любовь..., en español: Esto no es amor...) es el cuarto álbum de la banda de rock soviético Kinó, fue lanzado en 1985. Se caracteriza por haber hecho de lado la influencia reggae y tecno del disco anterior, adoptando en su lugar un estilo más pop, con un ritmo más lento y un ambiente más tétrico. En 1996 fue remasterizado y relanzado en CD por Moroz Records. 
En 2024 el album fue regrabado completamente usando los archivos de voz del difunto Viktor Tsoi. El album contiene las 11 canciones originales y las 3 pistas bonus. 

## Canciones
1. "Это не любовь" / Eto ne lyubov' / (Esto no es amor)
2. "Весна" / Vesna / (Primavera)
3. "Уходи" / Uhodi / (Vete)
4. "Город" / Gorod / (Ciudad)
5. "Это – любовь" / Eto - lyubov' / (Esto es amor)
6. "Рядом со мной" / Riadom so mnoi / (Junto a mi)
7. "Безъядерная зона" / Bezyadernaya zona / (Zona desnuclearizada)
8. "Саша" / Sasha / (Sasha)
9. "Верь мне" / ver' mne / (Créeme)
10. "Дети проходных дворов" / Deti pryhodnyh dvorov / (Los niños de los patios de paso)
11. "Музыка волн" / Muzyka voln / (La música de las olas)

Bonus (edición de 1996)
1. "Разреши мне проводить тебя домой" / Razreshi mne provodit' tebya domoi/ (Déjame llevarte a casa)
2. "Стишок" / Stishok / (Rima)
3. "Прохожий" / Prohozhii / (Transeúnte)

## Músicos
- Víktor Tsoi - Voz, Guitarra
- Yuri Kasparyan - Guitarra líder, coro
- Aleksandr Titov - Bajo
- Aleksei Vishnia - Batería programada